# Erosão genética
A erosão genética ocorre porque cada organismo individual tem muitos genes únicos que se perdem quando morre sem ter a chance de se reproduzir. A baixa diversidade genética em uma população de plantas e animais selvagens leva a uma diminuição ainda maior do patrimônio genético - a consanguinidade e o enfraquecimento do sistema imunológico podem então "acelerar" essa espécie em direção à extinção .
Por definição, as espécies ameaçadas sofrem vários graus de erosão genética. Muitas espécies se beneficiam de um programa de reprodução assistida por humanos para manter sua população viável,  evitando assim a extinção em períodos de tempo longos. Populações pequenas são mais suscetíveis à erosão genética do que populações maiores.
A erosão genética é agravada e acelerada pela perda do habitat e fragmentação do habitat - muitas espécies ameaçadas de extinção estão ameaçadas pela perda de habitat e (fragmentação) de habitat . O habitat fragmentado cria barreiras no fluxo de genes entre as populações.
O patrimônio genético de uma espécie ou população é o conjunto completo de "alelos" únicos que seriam encontrados ao se inspecionar o material genético de cada membro vivo dessa espécie ou população. Um grande patrimônio genético indica diversidade genética extensa, que está associada a populações robustas que podem sobreviver a episódios de seleção intensa. Enquanto isso, a baixa diversidade genética (ver consangüinidade e gargalos populacionais) pode causar redução da aptidão biológica e aumentar a chance de extinção dessa espécie ou população.

## Processos e consequências
Os gargalos populacionais criam patrimônios genéticos que encolhem, o que deixa cada vez menos parceiros de acasalamento férteis. As implicações genéticas podem ser ilustradas considerando a analogia de um jogo de pôquer de apostas altas com um dealer desonesto. Considere que o jogo começa com um baralho de 52 cartas (representando alta diversidade genética). A redução do número de pares reprodutores com genes únicos assemelha-se à situação em que o dealer distribui apenas as mesmas cinco cartas repetidamente, produzindo apenas algumas "mãos" limitadas.
À medida que os espécimes começam a reprodução consanguínea, tanto os efeitos físicos quanto os efeitos e defeitos congênitos reprodutivos aparecem com mais frequência. Os espermatozoides anormais aumentam, a infertilidade aumenta e as taxas de natalidade diminuem. “Mais perigosos são os efeitos nos sistemas imunológicos de defesa, que se tornam enfraquecidos e cada vez menos capazes de combater um número crescente de bactérias, vírus, fungos, parasitas e outras ameaças que produtoras de doenças. Assim, mesmo que uma espécie em perigo de extinção em um gargalo possa resistir a qualquer desenvolvimento humano que esteja corroendo seu habitat, ela ainda enfrenta a ameaça de uma epidemia que pode ser fatal para toda a população. " 

## Perda de biodiversidade agrícola e pecuária
Erosão genética na agricultura e pecuária é a perda da diversidade genética biológica - incluindo a perda de genes individuais e a perda de determinados recombinantes de genes (ou complexos de genes) - tais como aqueles manifestados em variedades locais adaptadas de animais ou plantas domesticados que se tornaram adaptados ao ambiente natural em que se originaram.
As principais forças motrizes por trás da erosão genética em plantações são a substituição de variedades, o desmatamento, a exploração excessiva de espécies, a pressão populacional, a degradação ambiental, o sobrepastoreio, a política governamental e os sistemas agrícolas em transformação. O principal fator, entretanto, é a substituição de variedades locais de plantas e animais domésticos por outras variedades ou espécies não locais. Um grande número de variedades também pode ser reduzido drasticamente quando variedades comerciais são introduzidas nos sistemas agrícolas tradicionais. Muitos pesquisadores acreditam que o principal problema relacionado ao manejo de agroecossistemas é a tendência geral à uniformidade genética e ecológica imposta pelo desenvolvimento da agricultura moderna.
No caso de Recursos Genéticos Animais para Alimentos e Agricultura, as principais causas da erosão genética reportadas incluem cruzamentos indiscriminados, aumento do uso de raças exóticas, políticas e instituições fracas no manejo de recursos genéticos animais, negligência de certas raças devido à falta de lucratividade ou competitividade, a intensificação dos sistemas de produção, os efeitos de doenças e o manejo de doenças, perda de pastagens ou outros elementos do ambiente de produção e controle deficiente da consanguinidade.

## Prevenção por intervenção humana, ciência moderna e salvaguardas

### Conservaçãoin situ
Com os avanços da biociência moderna, várias técnicas e salvaguardas surgiram para checar o avanço implacável da erosão genética e a aceleração resultante de espécies ameaçadas rumo à eventual extinção. No entanto, muitas dessas técnicas e salvaguardas são muito caras ainda para serem práticas e, portanto, a melhor maneira de proteger as espécies é proteger seu habitat e deixá-las viver nele da maneira mais natural possível.
Wildlife sanctuaries and national parks have been created to preserve entire ecosystems with all the web of species native to the area. Wildlife corridors are created to join fragmented habitats (see Habitat fragmentation) to enable endangered species to travel, meet, and breed with others of their kind. Scientific conservation and modern wildlife management techniques, with the expertise of scientifically trained staff, help manage these protected ecosystems and the wildlife found in them. Wild animals are also translocated and reintroduced to other locations physically when fragmented wildlife habitats are too far and isolated to be able to link together via a wildlife corridor, or when local extinctions have already occurred.

### Conservaçãoex situ
Políticas modernas de associações de zoológicos e zoológicos em todo o mundo começaram a colocar ênfase dramaticamente crescente na manutenção e reprodução de espécies silvestres e subespécies de animais em seus programas de reprodução de espécies ameaçadas de extinção registradas. Esses espécimes têm a chance de serem reintroduzidos e sobreviver de volta na natureza. Os principais objetivos dos zoológicos de hoje mudaram, e recursos maiores estão sendo investidos na procriação de espécies e subespécies para o propósito final de auxiliar os esforços de conservação na natureza. Os zoológicos fazem isso mantendo registros científicos de reprodução extremamente detalhados (exemplo: livros genealógicos) e emprestando seus animais selvagens a outros zoológicos ao redor do país (e muitas vezes globalmente) para reprodução, para se proteger contra a consanguinidade, tentando maximizar a diversidade genética como possível.
Técnicas de conservação ex situ caras (e às vezes controversas) visam aumentar a biodiversidade genética em nosso planeta, bem como a diversidade em patrimônios genéticos locais, ao proteger contra a erosão genética. Conceitos modernos como bancos de sementes, bancos de esperma e bancos de tecidos tornaram-se muito mais comuns e valiosos. Espermatozóides, óvulos e embriões agora podem ser congelados e mantidos em bancos, que às vezes são chamados de "Arcas de Noé Modernas" ou "Zoologicos Congelados". Técnicas de criopreservação são usadas para congelar esses materiais vivos e mantê-los vivos perpetuamente ao armazenamento-los submersos em tanques de nitrogênio líquido em temperaturas muito baixas. Assim, os materiais preservados podem ser usados para inseminação artificial, fertilização in vitro, transferência de embriões e metodologias de clonagem para proteger a diversidade no patrimônio genético de espécies criticamente ameaçadas.
Pode ser possível salvar uma espécie ameaçada da extinção preservando apenas partes dos espécimes, como tecidos, espermatozoides, óvulos, etc.- mesmo após a morte de um animal criticamente ameaçado de extinção, ou coletado de um animal encontrado recentemente morto, em cativeiro ou na natureza . Um novo espécime pode então ser "ressuscitado" com a ajuda da clonagem, de modo a dar-lhe outra chance de reproduzir seus genes na população viva das respectivas espécies ameaçadas. A ressurreição de espécimes mortos de vida selvagem criticamente ameaçados com a ajuda da clonagem ainda está sendo aperfeiçoada, e ainda é muito cara para ser prática, mas com o tempo e novos avanços na ciência e na metodologia pode muito bem se tornar um procedimento de rotina em um futuro não muito longo.